# Canoa/kayak ai Giochi della XX Olimpiade - C2 1000 metri maschile
La competizione del C2 1000 metri maschile di Canoa/kayak ai Giochi della XX Olimpiade si è disputata nei giorni dal 5 al 9 settembre 1972 presso il Regattastrecke Oberschleißheim di Oberschleißheim.

## Programma
| Data             | Round        | Nota                                            |
| ---------------- | ------------ | ----------------------------------------------- |
| 5 settembre 1972 | 2 Batterie   | I primi 3 in semifinale. I restanti ai recuperi |
| 7 settembre 1972 | 2 Recuperi   | I primi 3 in semifinale                         |
| 8 settembre 1972 | 3 Semifinali | I primi 3 in finale                             |
| 9 settembre 1972 | Finale       |                                                 |

## Risultati

### Batterie
| Pos. | Nazione          | Atleti                             | 500 m   | Finale  | Nota |
| ---- | ---------------- | ---------------------------------- | ------- | ------- | ---- |
| 1    | Unione Sovietica | Vladas Česiūnas, Yury Lobanov      | 2'00"08 | 4'07"73 | Q    |
| 2    | Germania Ovest   | Peter Hoffmann, Hermann Glaser     | 1'59"53 | 4'08"89 | Q    |
| 3    | Canada           | John Wood, Scott Lee               | 2'00"80 | 4'12"35 | Q    |
| 4    | Messico          | Juan Martínez, Felipe Ojeda        | 2'00"76 | 4'13"94 |      |
| 5    | Polonia          | Jan Żukowski, Andrzej Gronowicz    | 2'03"02 | 4'27"97 |      |
| 6    | Francia          | Alain Acart, Gérald Delacroix      | 2'03"47 | 4'30"78 |      |
| 7    | Giappone         | Mitsuhide Hata, Mitsuo Nakanishi   | 2'05"11 | 4'34"13 |      |
| 8    | Costa d'Avorio   | Daniel Sedji, Mathieu Koffi M'Broh | 2'12"26 | 4'38"91 |      |

| Pos. | Nazione        | Atleti                            | 500 m   | Finale  | Nota |
| ---- | -------------- | --------------------------------- | ------- | ------- | ---- |
| 1    | Romania        | Ivan Patzaichin, Serghei Covaliov | 2'02"14 | 4'09"21 | Q    |
| 2    | Germania Est   | Dirk Weise, Dieter Lichtenberg    | 2'01"52 | 4'12"95 | Q    |
| 3    | Bulgaria       | Fedya Damyanov, Ivan Burchin      | 2'02"98 | 4'14"47 | Q    |
| 4    | Svezia         | Bernt Lindelöf, Eric Zeidlitz     | 2'04"82 | 4'14"67 |      |
| 5    | Ungheria       | Miklós Darvas, Péter Povázsay     | 2'03"55 | 4'14"69 |      |
| 6    | Stati Uniti    | Roland Muhlen, Andreas Weigand    | 2'03"69 | 4'16"50 |      |
| 7    | Cecoslovacchia | Petr Mokrý, Karel Scheder         | 2'04"53 | 4'31"21 |      |
| 8    | Danimarca      | Lennart Mathiasen, Søren Boysen   | 2'03"81 | 4'39"50 |      |

### Recuperi
| Pos. | Nazione        | Atleti                             | 500 m   | Finale  | Nota |
| ---- | -------------- | ---------------------------------- | ------- | ------- | ---- |
| 1    | Ungheria       | Miklós Darvas, Péter Povázsay      | 1'54"59 | 3'54"79 | Q    |
| 2    | Cecoslovacchia | Petr Mokrý, Karel Scheder          | 1'53"78 | 3'56"19 | Q    |
| 3    | Messico        | Juan Martínez, Felipe Ojeda        | 1'56"41 | 3'58"20 | Q    |
| 4    | Francia        | Alain Acart, Gérald Delacroix      | 1'56"64 | 3'58"24 |      |
| 5    | Costa d'Avorio | Daniel Sedji, Mathieu Koffi M'Broh | 2'04"79 | 4'25"59 |      |

| Pos. | Nazione     | Atleti                           | 500 m   | Finale  | Nota |
| ---- | ----------- | -------------------------------- | ------- | ------- | ---- |
| 1    | Svezia      | Bernt Lindelöf, Eric Zeidlitz    | 1'55"99 | 4'01"42 | Q    |
| 2    | Stati Uniti | Roland Muhlen, Andreas Weigand   | 1'55"89 | 4'02"01 | Q    |
| 3    | Polonia     | Jan Żukowski, Andrzej Gronowicz  | 1'58"11 | 4'05"42 | Q    |
| 4    | Danimarca   | Lennart Mathiasen, Søren Boysen  | 1'58"73 | 4'06"30 |      |
| 5    | Giappone    | Mitsuhide Hata, Mitsuo Nakanishi | 1'59"02 | 4'10"14 |      |

### Semifinali
| Pos. | Nazione          | Atleti                        | 500 m   | Finale  | Nota |
| ---- | ---------------- | ----------------------------- | ------- | ------- | ---- |
| 1    | Unione Sovietica | Vladas Česiūnas, Yury Lobanov | 1'52"15 | 3'51"96 | Q    |
| 2    | Svezia           | Bernt Lindelöf, Eric Zeidlitz | 1'51"92 | 3'52"47 | Q    |
| 3    | Bulgaria         | Fedya Damyanov, Ivan Burchin  | 1'51"71 | 3'53"72 | Q    |
| 4    | Messico          | Juan Martínez, Felipe Ojeda   | 1'54"11 | 3'56"71 |      |

| Pos. | Nazione        | Atleti                            | 500 m   | Finale  | Nota |
| ---- | -------------- | --------------------------------- | ------- | ------- | ---- |
| 1    | Romania        | Ivan Patzaichin, Serghei Covaliov | 1'54"56 | 3'51"43 | Q    |
| 2    | Stati Uniti    | Roland Muhlen, Andreas Weigand    | 1'53"28 | 3'52"25 | Q    |
| 3    | Cecoslovacchia | Petr Mokrý, Karel Scheder         | 1'52"77 | 3'53"15 | Q    |
| 4    | Canada         | John Wood, Scott Lee              | 1'55"28 | 4'02"67 |      |

| Pos. | Nazione        | Atleti                          | 500 m   | Finale  | Nota |
| ---- | -------------- | ------------------------------- | ------- | ------- | ---- |
| 1    | Germania Est   | Dirk Weise, Dieter Lichtenberg  | 1'54"25 | 3'52"66 | Q    |
| 2    | Germania Ovest | Peter Hoffmann, Hermann Glaser  | 1'54"05 | 3'53"54 | Q    |
| 3    | Ungheria       | Miklós Darvas, Péter Povázsay   | 1'56"39 | 3'59"73 | Q    |
| 4    | Polonia        | Jan Żukowski, Andrzej Gronowicz | 1'57"82 | 4'01"40 |      |

### Finale
| Pos.    | Nazione          | Atleti                            | 500 m   | Finale  | Nota |
| ------- | ---------------- | --------------------------------- | ------- | ------- | ---- |
| Oro     | Unione Sovietica | Vladas Česiūnas, Yury Lobanov     | 1'54"60 | 3'52"60 |      |
| Argento | Romania          | Ivan Patzaichin, Serghei Covaliov | 1'55"38 | 3'52"63 |      |
| Bronzo  | Bulgaria         | Fedya Damyanov, Ivan Burchin      | 1'56"77 | 3'58"10 |      |
| 4       | Germania Ovest   | Peter Hoffmann, Hermann Glaser    | 1'57"73 | 3'59"24 |      |
| 5       | Ungheria         | Miklós Darvas, Péter Povázsay     | 1'58"75 | 4'00"42 |      |
| 6       | Stati Uniti      | Roland Muhlen, Andreas Weigand    | 1'58"52 | 4'01"28 |      |
| 7       | Germania Est     | Dirk Weise, Dieter Lichtenberg    | 1'58"11 | 4'01"50 |      |
| 8       | Svezia           | Bernt Lindelöf, Eric Zeidlitz     | 1'59"17 | 4'01"60 |      |
| 9       | Cecoslovacchia   | Petr Mokrý, Karel Scheder         | 2'00"76 | 4'02"05 |      |